# Little Qualicum Falls Provincial Park
Der Little Qualicum Falls Provincial Park ist ein 440 Hektar großer Provincial Park in der kanadischen Provinz British Columbia. Er liegt etwa 15 Kilometer westlich von Qualicum Beach, relativ im Zentrum der Insel Vancouver Island und ist über den Highway 4 zu erreichen. Der Park liegt im Regional District of Nanaimo.

## Anlage
Der Park hat seinen Namen nach dem gleichnamigen Wasserfall. Das Wasser des Little Qualicum River fällt dabei 17 Meter herab, um stromabwärts an den Lower Little Qualicum Falls nochmals 5 Meter herabzufallen. Der Park erstreckt sich zwischen dem Mount Wesley im Norden und dem Mount Arrowsmith im Süden. Nach Westen wird er vom Südufer des Cameron Lake begrenzt, wobei er sich an dessen Südufer entlangzieht, bis er an den MacMillan Provincial Park stößt.
Bei dem Park handelt es sich um ein Schutzgebiet der Kategorie II (Nationalpark).

## Geschichte
Der Park wurde im Jahr 1940 eingerichtet und nach dem im Park liegenden Wasserfall benannt. Der Park sollte dabei die noch relativ ursprünglichen Douglasien-Wälder schützen. Einige der Wege, Brücken und sonstigen Einrichtungen wurden jedoch schon vorher, als Arbeitsbeschaffungsmaßnahmen während der Weltwirtschaftskrise, angelegt.
Wie bei fast allen Provinzparks in British Columbia gilt aber auch für diesen, dass er lange bevor die Gegend von Einwanderern besiedelt oder sie Teil eines Parks wurde, Jagd- und Fischereigebiet verschiedener Stämme der First Nations war.
2025 brach nördlich des Cameron Lake ein Waldbrand, das Wesley Ridge Feuer, aus und Grundstücke nördlich des Sees sowie Teile des nahegelegene Provincial Parks mussten evakuiert werden.

## Flora und Fauna
Der Park liegt im gemäßigten Regenwald. Innerhalb des Ökosystems von British Columbia wird das Parkgebiet der Coastal Douglas fir Zone zugeordnet. Biogeoklimatische Zonen zeichnen sich durch ein grundsätzlich identisches oder sehr ähnliches Klima sowie gleiche oder sehr ähnliche biologische und geologische Voraussetzungen aus. Daraus resultiert in den jeweiligen Zonen dann auch ein sehr ähnlicher Bestand an Pflanzen und Tieren.
Hier wächst hauptsächlich die Douglasie (im engl. Sprachraum „Douglas-Fir“ genannt). Weiterhin wachsen hier allerdings auch Riesen-Lebensbäume (im engl. Sprachraum „Western Red Cedar“) und die Westamerikanische Hemlocktanne (im engl. Sprachraum „Coastal Western Hemlock“) sowie Küsten-Tannen, Küsten-Kiefern, Westlichen Weymouth-Kiefern und Rot-Erlen. Ebenfalls finden sich im Park vereinzelt noch einige Amerikanische Erdbeerbäume. Da der Baumbestand hier teilweise noch relativ alt ist, sind die meisten Bäume mit epiphytische Flechten und Moose überzogen. Der Wald hat auch hier einen Unterwuchs aus Farnen und Heidekrautgewächsen. Im Unterwuchs findet sich die Echte Bärentraube, die Shallon-Scheinbeere, die Wald-Schaumspiere, das Moosglöckchen und die Mahonie. Den in weiten Teilen der Provinz verbreiteten Pazifischen Blüten-Hartriegel, die Wappenpflanze von British Columbia, findet man auch hier.
Im Park kommen zahlreiche Tierarten vor, die Parkverwaltung gibt an 326 verschiedene Arten identifiziert zu haben. Unter anderem kommen Maultierhirsch, Wapiti, Rothörnchen, Weißfußmaus sowie Mausohren im Park vor. Da die angrenzende Gegend nur relativ dünn besiedelt ist, finden sich hier auch Schwarzbären, Wölfe und Pumas. Im Cameron Lake und Little Qualicum River kommt die Bachforelle, die Regenbogenforelle und die Cutthroatforelle vor.

## Aktivitäten
Eine der touristischen Attraktionen des Parks stellen die Wasserfälle da, mit denen sich der Little Qualicum River in einer kleinen Schlucht herabstürzt. Mehrere kurze und auch leichte Wanderwege führen durch den Wald und entlang des Flusses. Zwei Brücken überspannen diesen und gewähren einen guten Blick auf die Wasserfälle. Der Park ist jedoch auch Ausgangspunkt eines längeren und anspruchsvolleren Wanderweges. Der Wesley Ridge Trail führt auf den nicht ganz 700 Meter hohen Wesley Ridge.
Der Cameron Lake bietet Gelegenheit für verschiedene Aktivitäten. So bietet nicht nur der am Südufer gelegene Strand Möglichkeiten, sondern auch der selber See ist beliebt. Gerne wird auf den See Kanu gefahren, Wasserski gelaufen und man nutzt ihn zum Windsurfen. Durch seinen Fischreichtum ist der See auch bei den Anglern beliebt.
Der Park verfügt über mehrere Picknickbereiche. Einer der Picknickbereiche liegt direkt an den Wasserfällen, während zwei weitere unmittelbar am Ufer des Cameron Lakes liegen. Am westlichen Ende des Cameron Lake liegt einer der beiden Picknickbereiche, der zweite am südlichen Ufer, etwa in der Mitte der Seelänge. Auf Grund der hohen Besucherzahlen ist jedoch die Einrichtung eines dritten Picknickbereiches am See geplant. Weiterhin verfügt der Park über einen zweigeteilten, mit einfachen Sanitäranlagen ausgestattete Campingbereich. Dieser bietet insgesamt 95, teilweise reservierbare, Stellplätze für Wohnmobile und Zelte.